# Herb gminy Dubicze Cerkiewne
Herb gminy Dubicze Cerkiewne – symbol gminy Dubicze Cerkiewne.

## Wygląd i symbolika
Herb przedstawia na tarczy w polu czerwonym z białym pasem z lewa w skos pół zielonego liścia dębu (lewa strona) i pół czerwonej kopuły cerkwi z krzyżem prawosławnym. Jest to nawiązanie do walorów przyrodniczych gminy i przynależności religijnej jej mieszkańców.